# Tân Hội, Tây Ninh
Tân Hội là một xã thuộc tỉnh Tây Ninh, Việt Nam.

## Địa lý
Xã Tân Hội có vị trí địa lý:
- Phía đông giáp xã Suối Dây và xã Tân Đông
- Phía nam giáp xã Tân Hiệp
- Phía tây giáp huyện Tân Biên
- Phía bắc giáp xã Tân Hà.

Xã Tân Hội có diện tích 105,31 km², dân số năm 2019 là 11.736 người, mật độ dân số đạt 111 người/km².

## Hành chính
Xã Tân Hội được chia thành 6 ấp: Hội An, Hội Phú, Hội Tân, Hội Thanh, Hội Thành, Hội Thạnh.